# Dietrich Becker (Münzmeister)
Dietrich Becker (auch Dyrk Becker; geboren vor 1498; gestorben nach 1548) war ein deutscher Münzmeister.

## Leben
Becker wurde im Jahr 1498 Bürger der Stadt Hannover. Im Zeitraum von 1501 bis 1510 vertrat er als Alt-Geselle (Ohm) den in Lüneburg tätigen Münzmeister Dietrich Prall, der auch für die stadthannoversche Münze zuständig war. In diesem Zeitraum verwaltete er wohl schon ab 1506 von Hannover aus zusätzlich die bischöfliche Münzschmiede zu Minden. Aus der Hand Beckers stammt das handschriftliche hannoversche Münz-Anschreibebuch mit Aufzeichnungen von 1503 bis 1509.
1510 siedelte Becker nach Minden über und arbeitete bis 1512 als Münzmeister des Bischofs Franz von Braunschweig-Wolfenbüttel (Franz I.) von Minden. 1512 ging er nach Hannover zurück, wo er die Nachfolge Pralls als hannoverscher Münzmeister antrat.
Mutmaßlich ab 1532 – in jenen Jahr wurde er erstmals auch in Wismar tätig – spätestens aber ab 1534 und bis 1540 arbeitete Becker als Münzmeister der Stadt Rostock.
Ab 1547 oder 1548 wirkte Becker als Münzmeister der Stadt Wismar.
Ähnlich wie Dietrich Prall führte Becker zumindest in der Stadt Hannover kein Münzzeichen.